# Alonso Álvarez de Albarrán
Alonso Álvarez de Albarrán (Jerez de la Frontera-Sevilla, 1640) fue un escultor español de la escuela sevillana, formado en el taller de Juan Martínez Montañés.

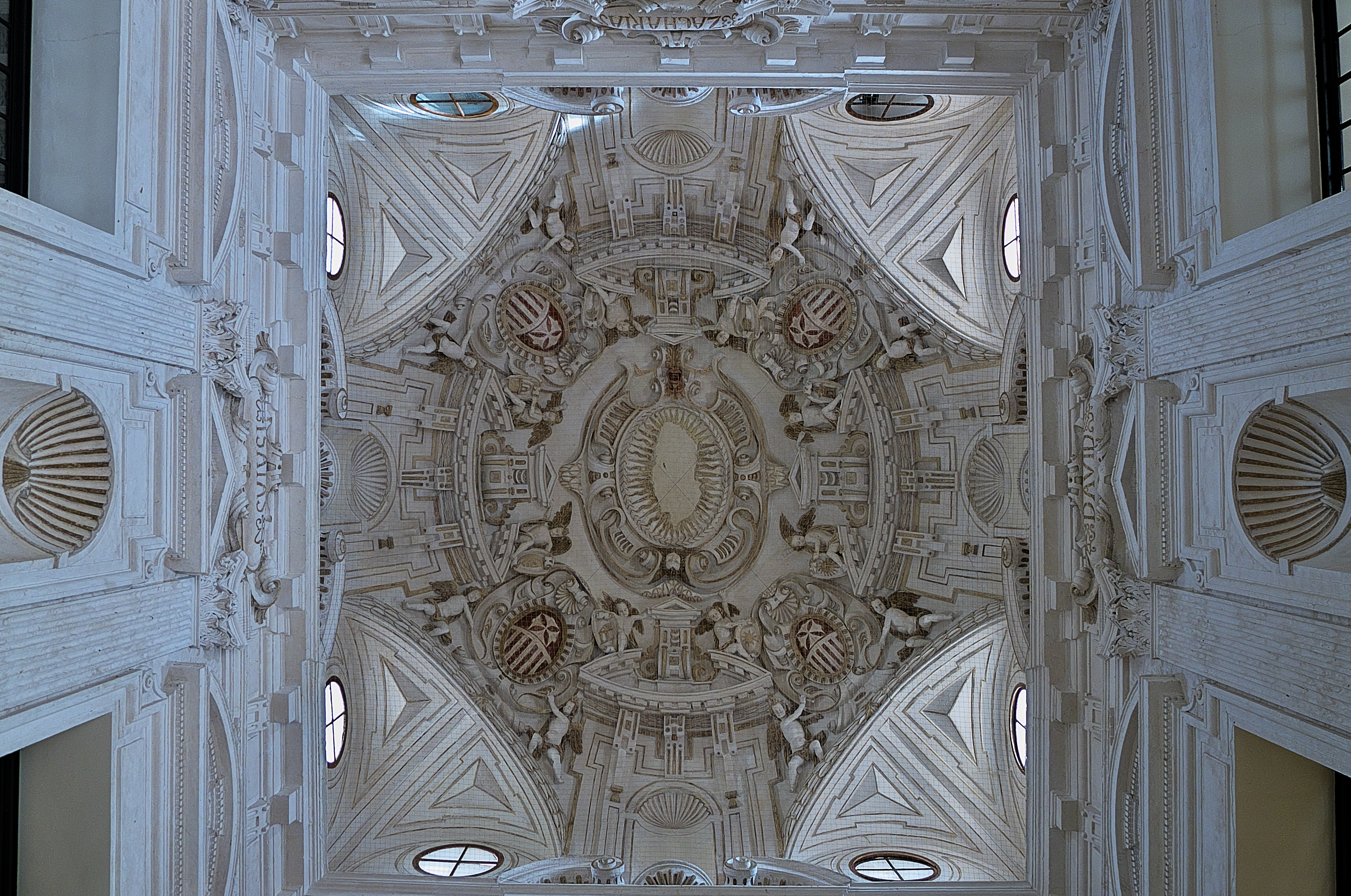
Yeserías de la bóveda. Escalera del Convento de la Merced (Sevilla)

Al parecer su padre, también llamado Alonso, fue carpintero, por lo que a veces se le nombra como Alonso Álvarez de Albarrán el Mozo. Entre sus obras están el San Alberto (1626) de la portada de la iglesia sevillana del mismo nombre, las esculturas de la portada principal del Santuario de Consolación de Utrera (1635) y las de la escalera principal del convento de la Merced de Sevilla. Asimismo se sabe que en 1629 realizó una Dolorosa para la Hermandad de la Carretería, que no es la actual del "Mayor Dolor", que se considera obra de Pedro Roldán. También se ha apuntado que pudo intevenir en el Santuario de la Virgen de la Caridad de Sanlúcar de Barrameda.